# إنديانابوليس 500 سنة 1974
سباق إنديانا بوليس -500 ميل 1974 أقيم في حلبة إنديانابوليس موتور سبيدواي في 26 مايو 1974 وفاز في السباق جوني رذرفورد من فريق ماكلارين بمتوسط سرعة 158.589 ميل/س (255.224 كم/س).
وكان أول المنطلقين أنتوني جوزيف فويت جي آر بسرعة 191.632 ميل/س (308.402 كم/س).